# Himantopus melanurus
Himantopus melanurus — вид сивкоподібних птахів родини чоботарових (Recurvirostridae).

## Поширення
Вид поширений в Південній Америці. Трапляється на півдні Бразилії, південному сході Перу, в Болівії, Парагваї, Уругваї, Аргентині та Чилі.

## Опис
Птах завдовжки до 42 см. Потилиця, шия, спина, крила, хвіст чорні. Решта тіла білого кольору. Дзьоб довгий, тонкий, завдовжки до 6 см, чорного кольору. Ноги довгі, червоного кольору.

## Спосіб життя
Мешкає на болотах, неглибоких водоймах, вологих луках. Живиться рибою, земноводними, ракоподібними, комахами, молюсками, хробаками тощо. Гніздиться невеликими колоніями на неглибоких водоймах. Гнізда — це неглибокі ямки у землі, вистелені камінням, гілочками та травою. У кладці 3-5 яєць. Насиджують обидва батьки по черзі. Інкубація триває 22-26 днів. Незабаром після вилуплення молодь з батьками залишає гніздо. Пташенята вчаться літати через 4 тижні, але залишаються з батьками ще кілька місяців.